# Ахметаул
Ахметаул (каз. Ахмет ауылы) — село в Осакаровском районе Карагандинской области Казахстана. Входит в состав Тельманского сельского округа. Код КАТО — 355679200.

## Население
По данным 1999 года, в селе не было постоянного населения. По данным переписи 2009 года, в селе проживало 60 человек (33 мужчины и 27 женщин).